# Альсхаммар, Тереза
Малин Тере́за (Терезе) Альсха́ммар (швед. Malin Therese Alshammar; род. 26 августа 1977, Сольна, Стокгольм) — шведская пловчиха, трёхкратная призёрка Олимпийских игр 2000 года, многократная чемпионка мира, Европы и Швеции, рекордсменка мира.
Первая в истории женщина, выступавшая в плавании на шести Олимпийских играх (среди мужчин таких спортсменов трое).

## Спортивная биография
Первой специализацией юной Альсхаммар было плавание на спине. И уже в 14 лет выиграла первое звание чемпионки Швеции по плаванию на дистанции 50 метров на спине. На чемпионатах мира же она пока оставалась вне пьедестала. На первых своих Олимпийских играх 1996 года в Атланте выступила в одной личной дистанции (100 м на спине) и в эстафете 4 × 100 метров комплексным плаванием, но в обоих случаях не смогла попасть в финал.
В 1997 году Тереза переезжает в США в Университет Небраски в Линкольне. Там под руководством нового тренера Кала Бентца Альсхаммар меняет специализацию, перейдя из плавания на спине в вольный стиль и баттерфляй. Результаты сразу пошли вверх. На Олимпийских играх в Сиднее шведская пловчиха выиграла три медали: два серебра на дистанциях 50 и 100 метров вольным стилем, а также бронзу в эстафете 4 × 100 метров вольным стилем. В личных видах шведка уступала только голландке Инге Де Брюин.
В эти же годы Альсхаммар стала героиней двух чемпионатов мира на короткой воде в Афинах (2000) и Москве (2002). На этих чемпионатах Тереза завоевала по 4 золотые медали на каждом. Всего в карьере Альсхаммар 2 золота, 5 серебряных наград и 1 бронза мировых первенств на длинной воде и 10 золотых, 3 серебряных, 4 бронзовых на короткой воде. К тому же в Афинах Альсхаммар побила свой же мировой рекорд в коротких бассейнах на дистанции 50 метров вольным стилем, который продержался после этого более 7 лет.
В Афинах на Олимпийских играх 2004 года Альсхаммар решила выступать лишь на одной индивидуальной дистанции 50 метров вольным стилем. На три призовых места с одинаковой вероятностью претендовало 5 спортсменок. В итоге судьбу призовых мест решило финишное касание. Альсхаммар осталась четвёртой, уступив второму месту 4 сотых секунды, а третьему всего лишь 2 сотых.
Олимпийские игры 2008 года в Пекине не принесли Альсхаммар успеха. На коронной дистанции 50 м шведка осталась за бортом финала, став лишь 14-й, а в эстафете 4 × 100 м вольным стилем шведская сборная во главе с Альсхаммар остановилась на 11-м месте.
В 2010 году Альсхаммар в очередной раз стала обладательницей Кубка мира и чемпионкой мира в Дубае по плаванию на короткой воде.
На чемпионатах Европы по водным видам спорта Тереза за карьеру завоевала 21 медаль (10 золотых, 7 серебряных и 4 бронзовые). При этом 8 наград шведка выиграла на дистанции 50 метров вольным стилем на 8 чемпионатах подряд (1997—2010) — 4 золота, 2 серебра и 2 бронзы. На чемпионатах Европы по плаванию на короткой воде на счету Терезы 15 золотых, 5 серебряных и 2 бронзовые награды.
На чемпионатах Швеции начиная с 1991 года Тереза выиграла более 70 золотых наград.
В данный момент Альсхаммар является обладательницей мирового рекорда на дистанции 50 баттерфляй в 25-метровом (24,38 с).
Завершила карьеру в ноябре 2016 года после выступления на соревнованиях в Стокгольме.

### Альсхаммар на летних Олимпийских играх
Зелёным выделены участия в финальных заплывах
| Дистанция                          | 1996 | 2000 | 2004 | 2008 | 2012 | 2016 |
| ---------------------------------- | ---- | ---- | ---- | ---- | ---- | ---- |
| 50 метров вольным стилем           | —    | 2    | 4    | 14   | 6    | 15   |
| 100 метров вольным стилем          | —    | 2    | —    | —    | —    | —    |
| 100 метров на спине                | 16   | —    | —    | —    | —    | —    |
| Эстафета 4 × 100 м вольным стилем  | —    | 3    | 7    | 11   | —    | —    |
| Комбинированная эстафета 4 × 100 м | 10   | —    | —    | —    | —    | —    |

## Личная жизнь
Мать Терезы — шведская пловчиха, участница Олимпийских игр 1972 года Бритт-Мари Смед.

## Интересные факты
Во время выступления на турнире в Австралии в 2009 году Альсхаммар установила мировой рекорд на дистанции 50 метров баттерфляем (25,44 с). Но позднее рекорд был аннулирован, поскольку шведская спортсменка нарушила правила ФИНА, выступая в двух плавательных костюмах одновременно.